# El Monte (Chili)
Pour les articles homonymes, voir El Monte (homonymie).
El Monte est une commune du Chili située dans la Province de Talagante, elle-même située dans la Région métropolitaine de Santiago.

## Géographie

### Situation
El Monte se trouve dans la Vallée centrale du Chili à environ 50 km au sud ouest de la capitale Santiago et à environ 3 km de la capitale provinciale Talagante. Le territoire est dans la vallée du rio Mapocho.

### Démographie
En 2012, sa population s'élevait à 32 468 habitants. La superficie de la commune est de 118 km2 (densité de 275 hab./km2).

## Histoire
La commune a été créée en 1909. En 1900 une gare est inaugurée sur la ligne de chemin de fer Melipilla-Santiago. Le trafic voyageurs n'est plus assuré depuis les années 1980 mais il existe un projet de réactivation.

Position de El Monte (en rouge) au sein de l'agglomération de la Région métropolitaine de Santiago.